# Jan Evert Veer
Jan Evert Veer   (la Haia, 1 de novembre de 1950) és un waterpolista neerlandès, ja retirat, que va competir durant la dècada de 1970.
El 1972 va prendre part en els Jocs Olímpics d'Estiu de Munic, on fou setè en la competició del waterpolo. Quatre anys més tard, als Jocs de Montreal, guanyà la medalla de bronze en la mateixa competició. El 1980, als Jocs de Moscou, fou sisè en la competició del waterpolo.
Una vegada retirat va entrenar el TW Zaanstreek.